# F91 Dudelange
F91 Dudelange é um clube de futebol situado na cidade de Dudelange, em Luxemburgo. Suas cores principais são o azul, preto e amarelo, em substituição ao vermelho.

## História
O clube foi formado em 1991, com a união de Alliance Dudelange, Stade Dudelange e US Dudelange. Estes três clubes já haviam vencido o campeonato nacional de futebol de Luxemburgo algumas vezes, além de também terem conquistado a Copa Nacional. Porém, não tinham uma situação estável financeiramente, e acabaram por se unir para poder manter uma estrutura como clube de futebol.
A união dos três clubes também levou bastante tempo. Stade Dudelange e US Dudelange disputavam a primeira divisão nacional, enquanto que o Alliance estava na divisão de acesso. O novo clube formado iria substituir o Alliance em sua posição, sendo assim, iniciaria a temporada de estréia 1991/92 na segunda divisão.
O F91 conseguiu o acesso a divisão principal logo em seu ano de estreia, assim como também não tardou em figurar como um dos principais times. No final da década de 90, o Dudelange conseguiu importantes resultados, o que fez com que a era de dominação do Jeunesse Esch chegasse ao fim.
Na temporada 2004/05, o Dudelange venceu o campeonato nacional, o que lhe garantiu vaga na Copa da UEFA (atual Liga Europa). Assim, o clube fez história ao se tornar o primeiro clube de Luxemburgo a passar da primeira fase eliminatória, após vencer o NK Zrinjski, da Bósnia e Herzegovina. Porém, na segunda fase, não conseguiu superar os austríacos do Rapid Viena e foi eliminado.
Na temporada 2005/06, o Dudelange venceu o título nacional da primeira divisão e a Copa, no mesmo ano. Pela edição de 2011-12 da Liga dos Campeões da UEFA, venceu o Santa Coloma por 2 a 0 na 1ª fase eliminatória. Posteriormente, capitulou frente ao NK Maribor da Eslovênia, ao ser derrotado por 2 a 0 em Maribor e por 3 a 0 em Dudelange.
Na edição 2012/2013 da Liga dos Campeões da UEFA, o clube aurirrubro se qualifica para a 3ª fase eliminatória pela primeira vez em sua história após suplantar o Tre Penne (7 a 0 em casa, 4 a 0 em San Marino) e, na segunda fase, surpreendeu ao eliminar o Red Bull Salzburg (Áustria). No estádio Jos Nosbaum, venceu por 1 a 0 (gol de Aurélien Joachim), e, mesmo derrotado por 4 a 3 em Salzburgo, avançou por conta dos gols marcados fora.
Na terceira fase, o Maribor (que havia eliminado os luxemburgueses na edição anterior) novamente derrotaria o Dudelange no placar agregado de 5 a 1 (4 a 1 em Maribor, 1 a 0 em Dudelange), mesmo resultado obtido em 2011-12.
Nos playoffs da Liga Europa, o F91 acabaria sendo eliminado pelos israelenses do Hapoel Tel Aviv, perdendo por 4 a 0 em Israel e por 3 a 1 em Dudelange.
Em 2018 o clube fez história ao Conquistar uma vaga na fase de grupos da Liga Europa da UEFA, eliminando o CFR Cluj da Romênia nos playoffs depois de ter passado pelo Legia Varsóvia da Polônia e pelo FC Drita de Kosovo nas fases de qualificação.
Na edição 2019-20, o clube conseguiu pela segunda vez consecutiva a classificação para a fase de grupos da Liga Europa da UEFA de 2019–20, o clube veio da primeira pré-eliminatória da Liga dos Campeões da UEFA de 2019–20, sendo eliminado pelo Valletta Football Club. Na segunda pré-eliminatória, o time eliminou o FK Shkëndija da Macedônia do Norte, ganhando fora por 2-1 e empatando em casa por 1-1. Na terceira pré-eliminatória o time eliminou o Mittetulundusühing Nõmme Kalju Football Club da Estônia, ganhando o primeiro jogo por 3-1 e o segundo empatando em 1-1. Na rodada de Play-offs, o time eliminou o FC Ararat-Armenia, perdendo a primeira partida por 2-1 e ganhando a segunda por 2-1, resultado que levou a partida pros pênaltis, e o Dudelange levou a melhor vencendo por 5-4. Na fase de grupos, o Dudelange caiu no grupo do maior campeão do torneio Sevilla Fútbol Club, da Espanha, Athletikos Podosferikos Omilos Ellinon Lefkosias, do Chipre e Qarabağ Futbol Klubu, do Azerbaijão.

## Títulos e campanhas históricas
- Campeonato Luxemburguês
  - Campeão (16): 1999–2000, 2000–01, 2001–02, 2004–05, 2005–06, 2006–07, 2007–08, 2008–09, 2010–11, 2011–12, 2013–14, 2015–16, 2016–17, 2017–18, 2018–19, 2021–22
- Copa de Luxemburgo
  - Campeão (8): 2003–04, 2005–06, 2006–07, 2008–09, 2011–12, 2015–16, 2016–17, 2018–19

### Como Alliance Dudelange
- Campeonato Luxemburguês
  - Vice (1): 1961–62
- Copa de Luxemburgo
  - Campeão (2): 1960–61, 1961–62
  - Vice (1): 1968–69

### Como Stade Dudelange
- Campeonato Luxemburguês
  - Campeão (10): 1938–39, 1939–40, 1944–45, 1945–46, 1946–47, 1947–48, 1949–50, 1954–55, 1956–57, 1964–65
  - Vice (6): 1919–20, 1922–23, 1924–25, 1927–28, 1955–56, 1959–60
- Copa de Luxemburgo
  - Campeão (4): 1937–38, 1947–48, 1948–49, 1955–56
  - Vice (8): 1927–28, 1935–36, 1938–39, 1939–40, 1946–47, 1956–57, 1957–58, 1959–60

### Como US Dudelange
- Campeonato Luxemburguês
  - Vice (4): 1938–39, 1939–40, 1945–46, 1946–47
- Copa de Luxemburgo
  - Campeão (1): 1938–39
  - Vice (1): 1957–58

## Resultados Internacionais
| Competição                | Partidas | Vitórias | Empates | Derrotas | Gols Pró | Gols Contra |
| ------------------------- | -------- | -------- | ------- | -------- | -------- | ----------- |
| UEFA Champions League     | 14       | 2        | 2       | 10       | 11       | 41          |
| Copa dos Campeões da UEFA | 4        | 0        | 0       | 4        | 3        | 19          |
| Copa da UEFA/Liga Europa  | 6        | 0        | 1       | 5        | 2        | 11          |

## Uniformes
- Uniforme titular: camisa amarela com uma faixa vertical preta dividida ao meio, calção amarelo e meias amarelas;
- Uniforme reserva: camisa cinza-claro com uma faixa vertical preta dividida ao meio, calção cinza-claro e meias cinza-claro.